# Amélie d'Espagne
Pour les articles homonymes, voir Amélie de Bourbon.
L’infante Amélie (ou Amélie-Philippine) d’Espagne (en espagnol, doña Amalia de Borbón y Borbón-Dos Sicilias ; en allemand, Amalia del Pilar Infantin von Spanien), devenue la princesse Adalbert de Bavière, née au palais royal de Madrid le 12 octobre 1834 et morte au château de Nymphenburg le 27 août 1905, est la fille cadette de l’infant François-de-Paule d’Espagne, dernier fils du roi Charles IV d’Espagne, et de son épouse la princesse Louise-Charlotte des Deux-Siciles. 
L’infante Amélie, qui contracte contrairement à ses autres sœurs une alliance princière, épouse en 1856 le prince Adalbert de Bavière, fils du roi Louis Ier de Bavière. Quittant définitivement l’Espagne pour Munich après son mariage, Amélie reste toutefois attachée à son pays de naissance à tel point qu’elle orchestre l’union de son fils aîné Louis-Ferdinand avec sa nièce l’infante Paz d’Espagne.

## Biographie

### Enfance

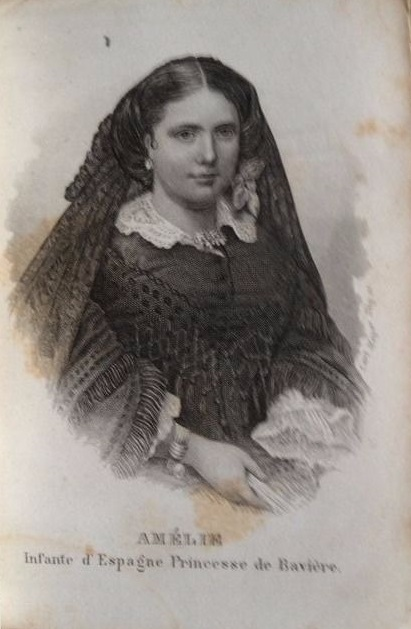
L’infante Amélie-Philippine dans les années 1830 ou 1840.

Amélie naît le 12 octobre 1834 au palais royal de Madrid sous le nom de Doña Amalia Felipina del Pilar Blasa Bonisa Vita Rita Lutgarda Romana Judas Tadea Alberta Josefa Ana Joaquina Los Doce Apostólicos Bonifacia Domenica Bibiana Verónica de Borbón y Borbón-Dos Sicilias (Amélie de Bourbon, en français). Onzième enfant et sixième fille de l’infant François-de-Paule d’Espagne (1794-1865) et de la princesse Louise-Charlotte des Deux-Siciles (1804-1844), l’infante Amélie appartient à deux branches de la maison de Bourbon ; l’une espagnole et l’autre sicilienne. En outre, sa mère Louise-Charlotte est la nièce de son père François-de-Paule en tant que fille de la reine Marie-Isabelle des Deux-Siciles (née infante d’Espagne), sœur aînée de ce dernier.
L’infante Amélie voit le jour au début du règne d’Isabelle II, sa cousine germaine, sous la régence de sa tante maternelle la reine Marie-Christine d’Espagne. Cependant, la mère d’Amélie, querelleuse à l’égard de sa sœur la reine-régente, cause par son comportement l’expulsion de sa famille d’Espagne, en 1838. Louise-Charlotte des Deux-Siciles et les siens se réfugient alors en France, sous la protection du roi Louis-Philippe Ier. En octobre 1840, alors que la reine Marie-Christine abandonne la régence au général Espartero, la famille de Louise-Charlotte réussit à retourner à la cour de Madrid. L’infante Amélie y reçoit une éducation rudimentaire qu’elle partage avec sa sœur à l’esprit faible, Marie-Christine. Nonobstant cette éducation sommaire, l'infante développera un don réel dans le dommaine de la peinture.

### Mariage bavarois
À l’âge de vingt ans, Amélie était une jeune femme simple, petite et rebondie. Plus jeune infante d’une fratrie banale, elle est presque oubliée à la cour espagnole, mais il s’avère qu’elle est la seule à avoir contracté une alliance princière,.

### Fin de vie

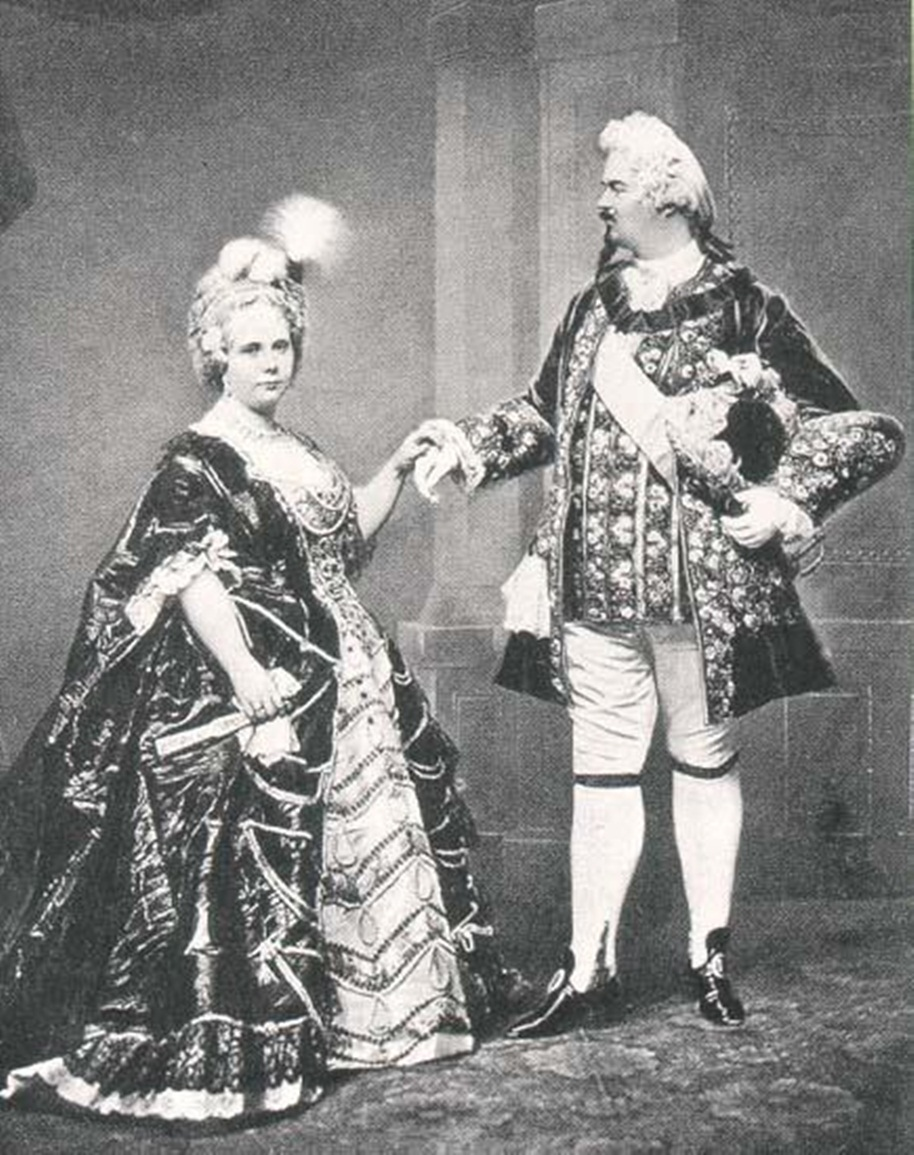
L’infante Amélie d’Espagne et son époux le prince Adalbert.

L’infante Amélie meurt au château de Nymphenburg, palais royal de la maison de Wittelsbach, le 27 août 1905, à l’âge de 70 ans. Elle est inhumée en l’église Saint-Michel de Munich.

## Famille
Le 25 août 1856, l’infante Amélie d’Espagne épouse à Madrid le prince Adalbert de Bavière (1828-1875), fils du roi Louis Ier de Bavière et de la princesse Thérèse de Saxe-Hildbourghausen. De leur union naissent cinq enfants, :
- le prince Louis-Ferdinand de Bavière (1859-1949), infant d’Espagne, qui épouse l’infante Paz d’Espagne (postérité) ;
- le prince Alphonse de Bavière (1862-1933), qui épouse la princesse[7] Louise d’Orléans (postérité) ;
- la princesse Élisabeth de Bavière (née le 31 août 1863 à Munich, en Bavière, et morte le 26 février 1924 à Rome, en Italie), qui épouse le prince Thomas de Savoie, duc de Gênes (postérité) ;
- la princesse Elvire de Bavière (née le 22 novembre 1868 à Munich, en Bavière, et morte le 1er avril 1943 à Vienne, en Allemagne), qui épouse le comte Rudolf von Wrbna-Kaunitz-Rietberg-Questenberg und Freudenthal (cs) (1864-1927) (postérité) ;
- la princesse Claire de Bavière (née le 11 octobre 1874 à Munich, en Allemagne, et morte le 29 mai 1941 à Munich, en Allemagne), abbesse au chapitre royal des dames de Sainte-Anne de Wurtzbourg (sans postérité).

## Titres et honneurs

### Titulature
- 12 octobre 1834 — 25 août 1856 : Son Altesse Royale l’infante Amélie d’Espagne
- 25 août 1856 — 27 août 1905 : Son Altesse Royale la princesse Adalbert de Bavière

Fille de l’infant François-de-Paule, Amélie reçoit à sa naissance le traitement d’infante d’Espagne, avec prédicat d’altesse royale, puis, par son mariage avec Adalbert de Bavière, elle devient princesse de Bavière (avec le même prédicat).

### Honneurs
Amélie d'Espagne est :
- Dame noble de l'ordre de la Croix étoilée (Autriche-Hongrie) ;
- Dame d'honneur de l'ordre de Thérèse (royaume de Bavière) ;
- Dame de l'ordre de Sainte-Élisabeth (royaume de Bavière) ;
- Dame noble de l'ordre de la Reine Marie-Louise (12 octobre 1834, Espagne).

## Tableaux de l’infante Amélie

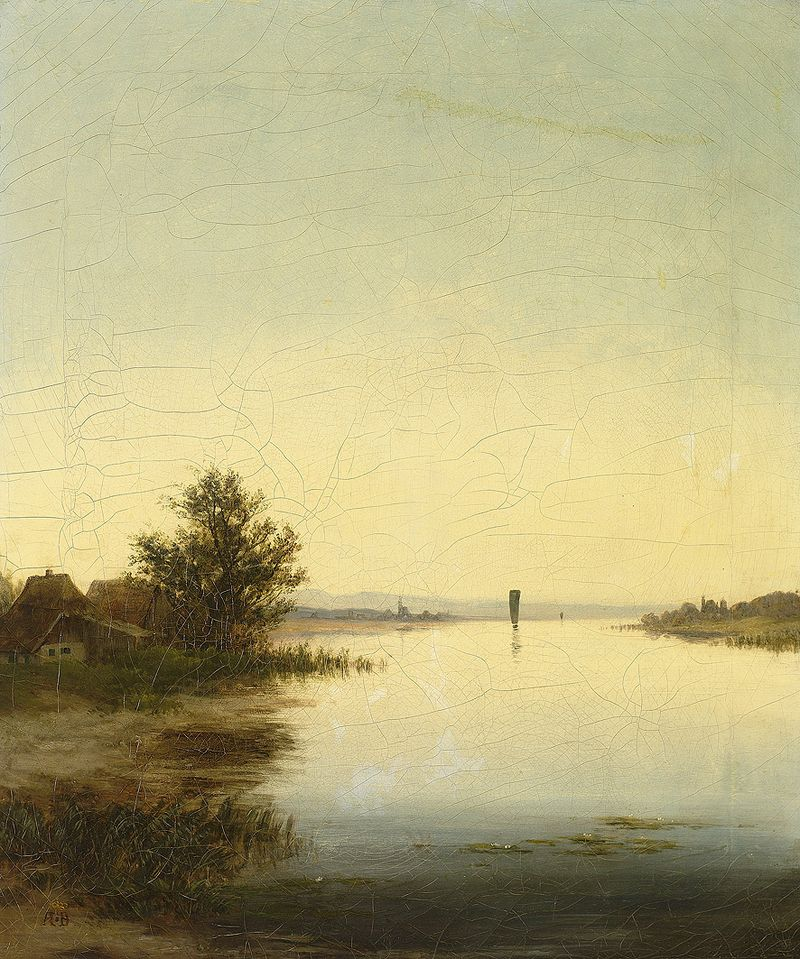
Abendliche Chiemseelandschaft (date inconnue).
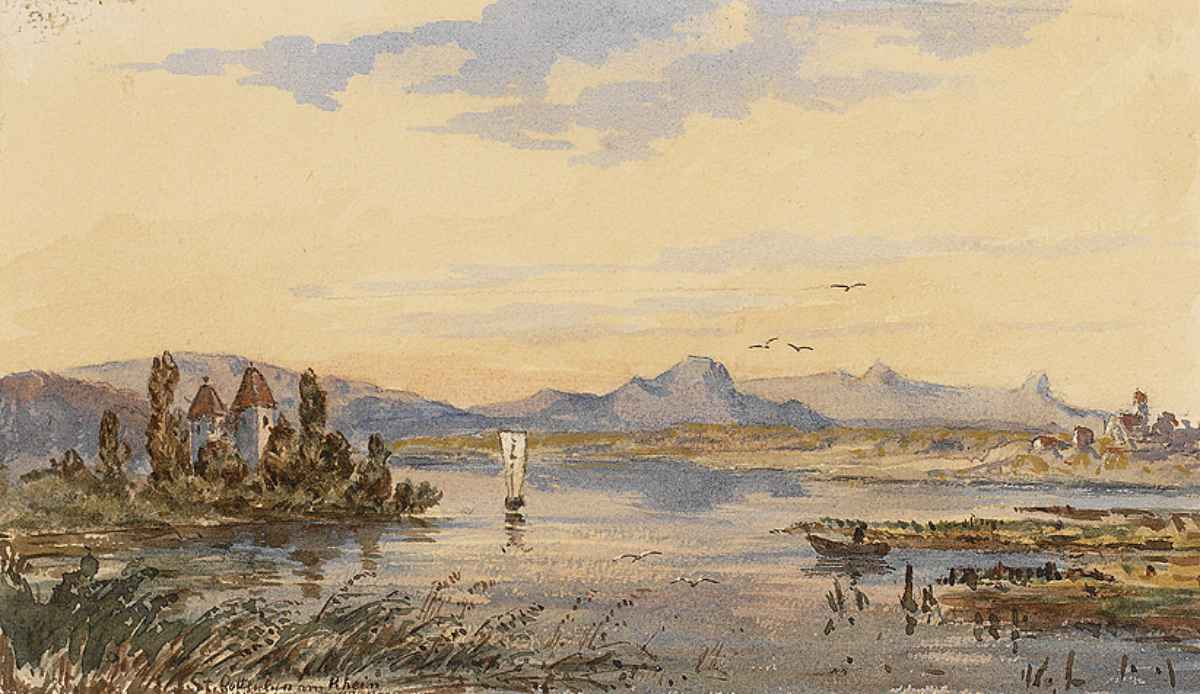
St. Gottlieben am Rhein (vers 1905).

### Sources
- (en) Cet article est partiellement ou en totalité issu de l’article de Wikipédia en anglais intitulé « Infanta Amelia Philippina of Spain » (voir la liste des auteurs).

- (es) Cet article est partiellement ou en totalité issu de l’article de Wikipédia en espagnol intitulé « Amalia de Borbón » (voir la liste des auteurs).